# Ralph Allan Sampson
Ralph Allan (ou Allen) Sampson (25 juin 1866 - 7 novembre 1939) est un astronome britannique.

## Biographie
Sampson est né à Schull, Comté de Cork en Irlande, qui fait alors partie du Royaume-Uni. Il est le quatrième de cinq enfants  de James Sampson, un chimiste métallurgiste né en Cornouailles, et de sa femme, Sarah Anne Macdermott .
La famille déménage à Liverpool et Sampson fréquente le Liverpool Institute, puis est diplômé du St. John's College de Cambridge en 1888. En 1891, il reçoit une bourse pour effectuer des recherches astronomiques à l'Université de Cambridge. Il est l'élève de l'astronome John Couch Adams et l'aide à éditer et à publier la première partie du deuxième volume des articles d'Adams en 1900.
En 1893, Sampson est nommé professeur de mathématiques au Durham College of Science de Newcastle upon Tyne et est élu professeur de mathématiques à l'Université de Durham en 1895. En décembre 1910, il devient Astronome royal d'Écosse (jusqu'en 1937) et professeur d'astronomie à l'université d'Édimbourg. Il fait un travail de pionnier dans la mesure de la température de couleur des étoiles. Il fait d'importantes recherches sur la théorie des mouvements des quatre satellites galiléens de Jupiter, pour lesquelles il remporte la médaille d'or de la Royal Astronomical Society en 1928. Il est président de la Royal Astronomical Society de 1915 à 1917.
En juin 1903, Sampson est élu membre de la Royal Society . En 1911, il est élu membre de la Royal Society of Edinburgh avec comme proposants Sir Frank Watson Dyson, Sir James Walker, Arthur Robinson et James Gordon MacGregor. Il est vice-président de la Société de 1915 à 1918 et secrétaire de 1922 à 1923 et secrétaire général de 1923 à 1933. Il remporte leur prix Keith pour 1919-1920.
Au cinquième congrès international des mathématiciens qui se tient en 1912 à Cambridge, Sampson présente un article intitulé Quelques points dans la théorie des erreurs .
Il prend sa retraite en 1937 à l'âge de 71 ans en raison d'une santé défaillante et déménage à Bath .
Il meurt à Bath, Somerset, le 7 novembre 1939.

## Famille
En 1893, il épouse Ida Binney de St Helens. Sa fille, Peggie Sampson (1912-2004) est violoncelliste professionnelle et éducatrice. Son frère John Sampson est un linguiste et un érudit romani.

## Ouvrages
- Les éclipses des satellites de Jupiter (1909)
- Le Soleil (1914)
- Sur la gravitation et la relativité (1920)
- Théorie des quatre grands satellites de Jupiter (1921)